# Texas City
Texas City  è una città degli Stati Uniti d'America, nella Contea di Galveston, nello Stato del Texas.

## Geografia fisica
È una città portuale affacciata sulla Baia di Galveston, facente parte dell'area urbana Houston–Sugar Land–Baytown. Una parte rilevante della città è posta nel territorio della contea di Chambers. Al censimento del 2000 possedeva 41.251 abitanti, passati a 44.415 nel 2007.

## Storia
Questa città è tristemente celebre per il terribile disastro che avvenne qui il 16 aprile 1947, quando una nave carica di nitrato di ammonio esplose causando almeno 576 morti.